# Agonita modiglianii
Agonita modiglianii es un coleóptero de la familia Chrysomelidae.
Fue descrita científicamente por primera vez en 1892 por Gestro.